# Mamadyshsky (distrito)
Mamadyshsky é um distrito do Tartaristão, uma das repúblicas da Rússia.